# 옹에시

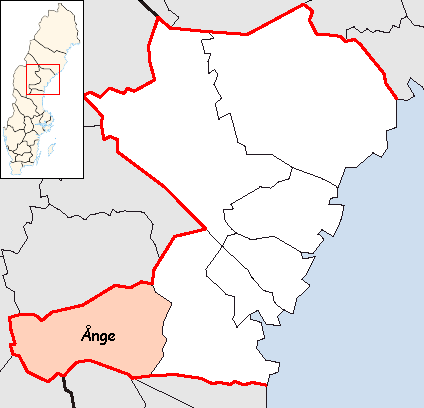
옹에 시의 위치

옹에시(스웨덴어: Ånge kommun)는 스웨덴 베스테르노를란드주에 위치한 지방 자치체로 행정 중심지는 옹에이며 면적은 3,295.56km2, 인구는 9,495명(2016년 12월 31일 기준), 인구 밀도는 2.9명/km2이다.

시 문장